# Alfabeto mon
El alfabeto mon o mon antiguo fue el sistema de escritura utilizado para escribir el idioma mon antes de que este empezara a utilizar el alfabeto birmano, cuya fuente es precisamente el alfabeto mon.

## Historia

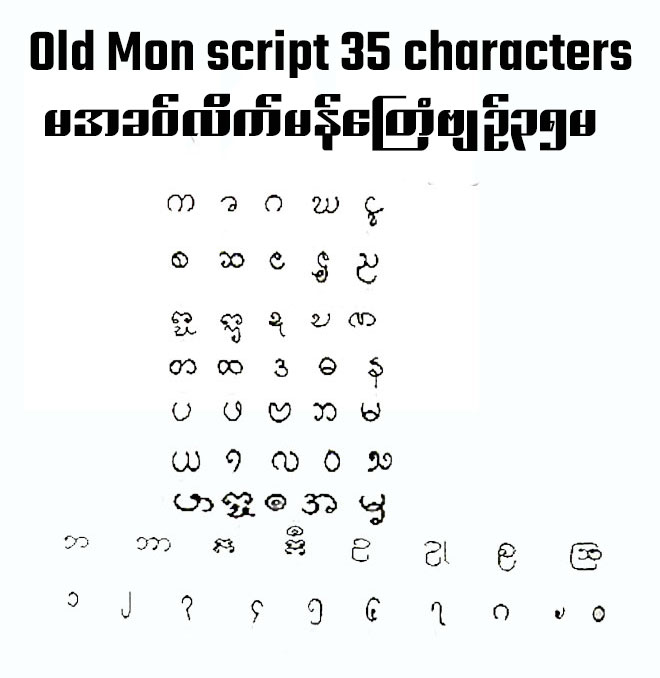
Los 35 caracteres mon

El idioma mon antiguo se escribía en al menos dos escrituras.
La primera seríala  escritura de Dvaravati (actual Tailandia central), derivada del Grantha (Pallava), se ha fechado conjeturalmente entre los siglos VI y VIII d. C.
La segunda escritura mon se utilizó en lo que ahora es la Baja Birmania, y se cree que se deriva de Kadamba o de Grantha. De acuerdo a la opinión general de los eruditos durante el período colonial, el alfabeto de Dvaravati fue el padre del Mon birmano, que a su vez fue el padre del antiguo alfabeto birmano y del alfabeto mon de Haripunjaya (actual norte de Tailandia).  Sin embargo, no existen evidencias arqueológicas ni ningún otro tipo de prueba de que los alfabetos de Dvaravati y mon birmano estén relacionados. Los restuos apuntan solo que el mon birmano se derivó de la escritura birmana antigua, no de Dvaravati.  La evidencia más antigua de la antigua escritura birmana está fechada con seguridad en 1035, aunque una antigua inscripción en piedra del reino de Pagan apunta al 984. La epigrafía en mon birmano más antigua con fecha segura es 1093 (en Prome), aunque otras dos fechas que se barajan son 1049 y 1086.
Sin embargo, el argumento de Aung-Thwin de que la escritura birmana proporcionó la base para la escritura Mon de Birmania se basa en la tesis general de que la influencia de los mon en la cultura birmana ha sido exagerada. Según Aung-Thwin, el retraso de la Baja Birmania y delta del Irrawady en comparación con la Alta Birmania durante el período Pagan, y la falta de presencia comprobable de los mon en la parte inferior de Birmania durante este período, implica que los mon no pudieron haber influido en una civilización tan sofisticado como Pagan.
Según la refutación de Stadtner a Aung-Thwin, estas suposiciones no están respaldadas por evidencia arqueológica. Fragmentos de cerámica de Winka, (28 km al noroeste de Thaton) contienen inscripciones mon que han sido datadas paleográficamente al siglo VI. Además, contrariamente a la afirmación de Aung-Thwin de que el alfabeto mon birmano no puede atribuirse al de Dvaravati porque hay una separación de cuatro siglos entre la primera aparición del primero y la última aparición del segundo, han aparecido inscripciones mon posteriores al Dvaravati y contemporáneas con las inscripciones mon de Pagan en el registro epigráfico del norte de Tailandia y Laos. Tal distribución, junto con la evidencia arqueológica de la presencia mon e inscripciones en la parte inferior Birmania, sugieren un espacio cultural contiguo mon que abarca la Baja Birmania y Tailandia. Además, hay características específicas mon en el birmano que aparecen ya en las primeras inscripciones de Mon. Por ejemplo, la letra vocal အ se ha utilizado en mon como letra de consonante-cero para indicar palabras que comienzan con una oclusión glotal. Esta característica se atestiguó por primera vez en birmano en el siglo XII y, después del siglo XV, se convirtió en la práctica predeterminada para escribir palabras nativas que comienzan con una oclusión glotal. A diferencia del birmano, el mon solo usa la letra de consonante cero para las sílabas que no se pueden anotar con una letra vocal. Aunque las inscripciones de Mon de Dvaravati difieren de las inscripciones mon de principios del segundo milenio, las convenciones ortográficas lo conectan con las inscripciones mon de Dvaravati y lo diferencian de otras escrituras utilizadas en la región. Dado que el birmano se atestigua por primera vez durante la era de Pagan, que la continuidad de las convenciones ortográficas en inscripciones mon y que existen diferencias entre el alfabeto pyu y la escritura utilizada para escribir mon y birmano, el consenso académico atribuye el origen del alfabeto birmano a la escritura mon. El propio pyu muestra amplias variaciones estilísticas, por ejemplo la inscripción Myazedi muestra la influencia estilística mon y birmana, mientras que las inscripciones más antiguas del estado de Rakhine muestran afinidades con la escritura siddham del norte de la India.
La caligrafía de la moderna escritura mon sigue a la del birmano moderno. La caligrafía birmana originalmente seguía un formato cuadrado, pero el formato cursivo se impuso hacia el siglo XVII cuando la escritura popular condujo a un uso más amplio de hojas de palma y papel doblado conocido como parabaiks. La escritura ha sufrido modificaciones considerables para adaptarse a la fonología evolutiva del idioma birmano, y letras y diacríticos adicionales para adaptarlo a otros idiomas se han añadido, como por ejemplo para los alfabetos Shan y Karen, que requieren marcadores de tono adicionales.

## Ejemplo

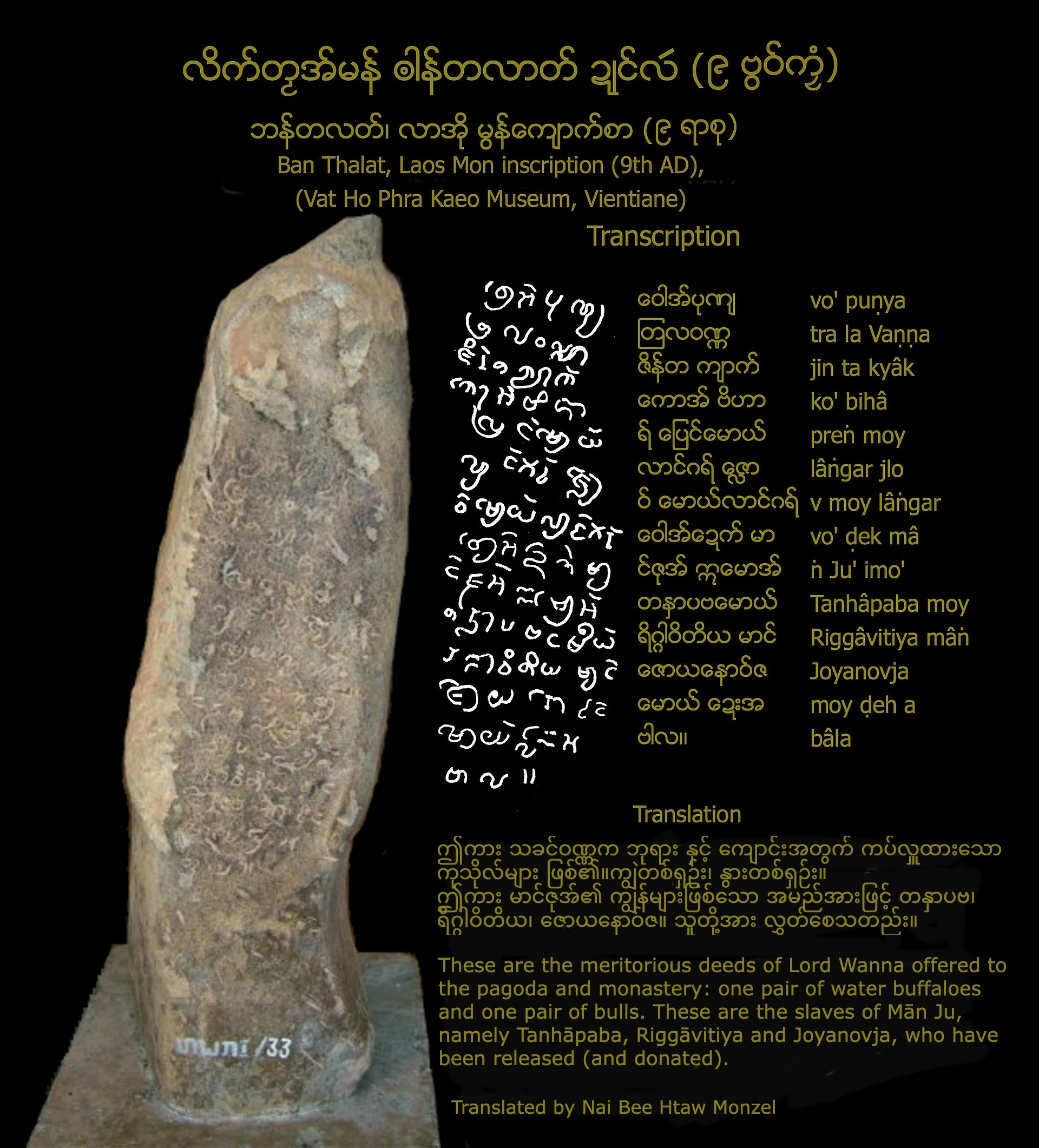
Estela de Ban Thalat,, Vientián (Laos)